# Kościół św. Jana w Hohenselchowie
Kościół św. Jana (niem. Johanneskirche) – luterańska świątynia znajdująca się w niemieckiej gminie Hohenselchow-Groß Pinnow. Siedziba parafii Hohenselchow.

## Historia
Świątynię wzniesiono w połowie wieku XIII, pierwsza wzmianka pochodzi z dokumentów księcia Barnima I z 1259 roku. Popadł w ruinę podczas wojny trzydziestoletniej, odbudowę rozpoczęto w 1680 roku, a w 1687 wzniesiono wieżę. Budynek został zniszczony podczas II wojny światowej, uszkodzoną iglicę rozebrano w 1949 roku, a wieżę przykryto prowizorycznie dachem dwuspadowym. W 1953 ukończono odbudowę nawy. W latach 1989–1990 wyremontowano strop, a w latach 1996–1997 zrekonstruowano iglicę. W 2014 odmalowano wnętrze świątyni.

## Architektura i wyposażenie
Świątynia wczesnogotycka, jednonawowa, wzniesiona z kamienia polnego. Wyposażenie w większości zostało zniszczone podczas II wojny światowej, przetrwały rzeźby z ołtarza i figura anioła chrzcielnego autorstwa szczecińskiego mistrza Rosenberga. Na emporze znajdują się pięciogłosowe organy autorstwa Friedricha Alberta Mehmela ze Stralsundu, o mechanicznej trakturze gry. Przeniesiono je w 1976 z parafii Tribsees, zastąpiły one zniszczony wskutek działań wojennych instrument z warsztatu Barnima Grüneberga w Szczecinie. Na drewnianej wieży zawieszone są dwa dzwony – większy dzwon odlał w 1671 Georg Köckeritz, a mniejszy wykonano w ludwisarni Johanna Heinricha Scheela w Szczecinie w roku 1734.